# Macropus dorsalis
Macropus dorsalis é uma espécie de marsupial da família Macropodidae. Endêmica da Austrália.